# Jerome Bruner
Pour les articles homonymes, voir Bruner.
 (septembre 2013).
Si vous disposez d'ouvrages ou d'articles de référence ou si vous connaissez des sites web de qualité traitant du thème abordé ici, merci de compléter l'article en donnant les références utiles à sa vérifiabilité et en les liant à la section « Notes et références ».
Jerome Seymour Bruner, né le 1er octobre 1915 à New York et mort le 5 juin 2016 à Manhattan, est un psychologue américain. Tôt sensibilisé, durant la dernière guerre mondiale, aux questions d'opinions et de propagande, au début des années 1940, il revisite ensuite, expérimentalement, l'approche perceptive, dite des seuils sensoriels, vers un « newlook » perceptif laissant place à des processus plus centraux de reconnaissance et de valeur qui vont l'amener à clarifier ceux de « catégorisation » en jeu au sein d'une activité cognitive qu'il va être le premier à mettre au jour (A Study of Thinking, 1956). Fort de ces acquis, il va alors investir une période dédiée au développement de l'enfant et à la psychologie de l'éducation, en passant par l'acquisition du langage. Dans la dernière période de son parcours, J. S. Bruner reviendra vers le fonctionnement sociétal et insistera sur l'appartenance à l'espèce et sur le rôle crucial des dispositifs collectifs et culturels, dans le façonnage des pensées et des opinions. 
Bruner est l’un des découvreurs de Pensée et Langage de Lev Vygotski et s’inspire des travaux de Jean Piaget. Ses idées se fondent sur la catégorisation,  ou « comprendre comment l’Homme construit son monde », partant du principe que l'Homme interprète le monde en termes de ressemblances et différences. Pour Bruner, la médiation sociale lors des conduites d'enseignement-apprentissage s'exerce sur un mode communicationnel. Il introduit deux concepts clefs rendant compte des processus de régulation dans ces interactions de tutelle ; l'« étayage » et le « format ».

## Théorisations enpsychologie du développement
Ses théorisations, dites « instrumentalisme évolutionniste »[Par qui ?], se situent dans une perspective phylogénétique et ontogénétique :[réf. nécessaire]
- évolutionniste car, selon Bruner, le niveau des connaissances actuelles de l'espèce humaine ou des espèces humaines (ici intervient la notion de différences culturelles) est une suite d'évolutions et de sélections au niveau phylogénétique. Le développement résulte de progrès technologiques successifs : ainsi la bipédie a libéré les membres supérieurs et donc a permis l'utilisation d'outils. Le cerveau et plus particulièrement le cortex en ont été profondément modifiés

- instrumentalisme car les capacités humaines se sont amplifiées sous l'usage de plus en plus sophistiquées des outils (radar, bicyclette, voiture, marteau, etc.) et des connaissances (techniques mais aussi formelles comme le langage, les lois des mathématiques, de la physique, de la chimie, etc.) qui ont été conservées grâce à leur transmission de génération en génération.

Bruner accorde de l'importance aux facteurs innés dans le développement cognitif de l'enfant. Selon lui, l'enfant possède des capacités qui ont été sélectionnées au fil du temps, par l'évolution phylogénétique. Ces capacités ou habiletés lui permettent de pouvoir utiliser les connaissances et techniques qui sont utilisées dans sa culture. Il y a une prédisposition innée (biologique) à l'utilisation de ces connaissances techniques, c'est-à-dire que l'enfant est équipé de moyens tels qu'il peut avoir une représentation de l'expérience.
Mais le rôle de l'environnement est primordial dans le développement cognitif de l'enfant, les prédispositions innées n'expliquent pas tout et le rôle de l'acquisition est important. Selon Bruner, c'est parce que l'enfant naît dans un milieu culturel particulier, qu'il va accroître ses capacités. En effet, ses acquisitions sont dirigées par la culture à laquelle il appartient, c'est elle qui fournit à l'enfant les moyens de se développer en actualisant ses potentialités innées, elle lui transmet ses connaissances. L'enfant n'invente pas les différentes techniques issues des connaissances, ou ne les réinvente pas, c'est le milieu qui les lui fournit (par exemple, c'est l'entourage qui sollicite l'enfant à parler et lui permet d'acquérir le langage) : il reçoit de la culture les connaissances (techniques) qu'elle véhicule.
Pour Bruner, la caractéristique de l'homme est la capacité d'apprendre, contrairement à certains mammifères ou mêmes animaux qui, lorsqu'ils ont fait un progrès quelconque, ne peuvent pas le transmettre à leurs congénères (pas de capacités d'imitations, etc.). Ils réitèrent à chaque génération les mêmes conduites alors que l'homme conserve et transmet ses apprentissages.
Le développement de l'enfant est donc conçu comme une accumulation de connaissances, l'enfant est réceptif au monde extérieur (ses capacités innées l'aident), il intériorise les techniques extérieures. C'est cette intériorisation qui constitue le moteur du développement cognitif de l'enfant, alors que pour Piaget, c'est l'action du sujet sur le monde extérieur et sa capacité à coordonner ses actions.
L'enfant n'emmagasine pas la connaissance telle qu'on la lui présente, il l'intériorise, l'organise et la maîtrise. Il s'agit alors de savoir comment s'effectue cette intériorisation. Selon Bruner, elle relève du dialogue entre l'enfant et l'adulte (enfant-adolescent, enfant cadet-enfant aîné, etc.), où l'enfant émet une action (gestuelle ou verbale) en fonction de son niveau cognitif. Cette action est comprise par l'adulte  qui la modifie, l'élargit, la confirme. L'adulte (souvent à son insu) enseigne à l'enfant qui compare sa production au modèle que lui fournit l'adulte. Lors d'absence de dialogue adulte-enfant, les capacités potentielles de l'enfant ne peuvent pas s'actualiser, il y a une « déprivation » du développement qui peut être irréversible. Selon Bruner, l’adulte est équipé d’un Système de soutien à l’acquisition de langues (Language Acquisition Support System, LASS), c’est-à-dire d’un système qui sert de support au cours des acquisitions de l’enfant et de son développement. À ce propos, Bruner parlera d’étayage, de guidage de l’adulte pour aider l’enfant dans ses acquisitions. De nombreux travaux ont rendu compte de cette activité d’étayage dans différents domaines de la psychologie et de la didactique. Par exemple, lors de la résolution d’un problème, comme la réalisation d’un puzzle, l’adulte permettra à l’enfant de réaliser ce puzzle en lui donnant les bonnes pièces, en les orientant dans le bon sens, etc., de façon à faciliter la tâche de l’enfant et à lui permettre de la réussir. Il aménage la tâche en décomposant par exemple le but en sous-buts, et en s’adaptant au niveau de l’enfant.

### Représentation de l'expérience
Au cours du développement de l'enfant, Bruner repère trois modes de représentation de l'expérience qui se succèdent en fonction de la maîtrise et de l'intériorisation des techniques d'élaboration de l'information. Chacun de ces niveaux s'appuie sur le (les) précédent(s), mais les dépasse car il est plus puissant :
- la représentation active (enactive) dispose de techniques motrices. La représentation est inscrite dans les aires cérébrales motrices (par exemple, les mots sont insuffisants pour apprendre à marcher, à faire de la bicyclette, etc., il faut s'exercer, le corps apprend par l'exercice à se positionner dans l'espace, à maintenir l'équilibre, etc.). Le schéma stimulus-réponse est particulièrement bien adapté à l'acquisition de ce type de représentation. Ces événements moteurs sont donc représentés de façon active dans les aires corticales qui commandent les muscles. C'est une représentation importante chez le jeune enfant ;

- la représentation imagée (iconic) résulte de l'organisation de perceptions et d'images issues du champ perceptif. Les objets acquièrent une réalité indépendante de l'action que l'on peut porter sur eux, ils existent en dehors du champ perceptif (c'est ce que l'on appelle la permanence de l'objet : lorsque le jouet du bébé tombe, celui-ci se met à pleurer pour qu'on le lui ramasse, l'absence de l'objet est ressentie). Il y a donc une représentation, une image de l'objet. Cette représentation perdure lors de la représentation symbolique (par exemple, un adulte préfère s'orienter avec un plan plutôt qu'avec des descriptions verbales). Bruner fait appel à la Gestalt-Théorie pour expliquer l'accession au niveau iconique ;

- la représentation symbolique (symbolic) est non seulement arbitraire car il n'y a pas de rapport entre la chose et son support symbolique (par exemple, il n'y a pas de rapport entre l'objet sur lequel on s'assoit et la chaîne acoustique « chaise », ni entre la graphie « 3 » et le nombre que ce chiffre comprend), mais éloignée dans l'espace et dans le temps de l'objet (on n'a pas besoin de voir de montrer l'objet pour en parler, ni même d'avoir été présent à une situation comique pour en comprendre la dimension comique et en rire). La représentation symbolique permet de manier le réel et l'irréel.

Ces trois systèmes de représentation ne constituent pas des stades (on peut apprendre à faire du vélo après avoir appris à parler ou à résoudre des équations), ils coexistent et permettent à l'enfant de se développer et d'acquérir des techniques de plus en plus élaborées.

### Interaction de tutelle
Interactions entre un adulte et un enfant grâce auxquelles l'adulte essaye d'amener l'enfant à résoudre un problème qu'il ne sait résoudre seul. Les processus d'étayage permettent la mise en place de formats (formes régulatrices des échanges) et l'adulte guide l'enfant pour qu'il se conforme à ces formes standardisées, à ces patterns d'échanges réguliers et ritualisés. C'est à l'intérieur de ces formes que l'enfant, grâce à l'étayage de l'adulte, pourra s'autonomiser vers des conduites de résolutions.

### Étayage
Lié au concept de zone proximale de développement, défini par Lev Vygotski, l'étayage désigne « l'ensemble des interactions d'assistance de l'adulte permettant à l'enfant d'apprendre à organiser ses conduites afin de pouvoir résoudre seul un problème qu'il ne savait pas résoudre au départ ». L'adulte prend en charge les éléments de la tâche que l'enfant ne peut réaliser seul.
Bruner repère six fonctions :
1. L'enrôlement ;
2. La réduction des degrés de liberté ;
3. Le maintien de l'orientation ;
4. La signalisation des caractéristiques dominantes ;
5. Le contrôle de la frustration ;
6. La démonstration ou présentation de modèles.

## Un acteur central de la «révolution cognitive»
J. S. Bruner est considéré, avec G. A. Miller et al., comme l'un des pionniers de ce qui a été nommé,, la révolution cognitive dans les années 1955-1960. Ils y prennent leurs distances avec la modélisation behavioriste d'alors (et sa fameuse « boîte noire » qui interdisait toute hypothèse de construction psychologique interne au sein du cerveau) et développent celle d'une activité cognitive qui réintègre la construction de la pensée dans l'explication des comportements. Cette activité cognitive s'enracine sur nos ressources adaptatives (comparer des états, identifier ce qui advient, en évaluer l'utilité) et se construit dans l'apprentissage des liens (ou connexions neuronales)  issus des rapports que les individus entretiennent entre les actions et leurs effets. Ces liens informatifs, constitués à la fois de mémoires du passé et de prospections inférentielles du futur, ont fonction de reconnaissance et de repérage adaptatif vis-à-vis d'un écosystème évolutif en permanence. Pour Bruner, le sens des choses ne se construit pas dans le cerveau mais dans l'interaction effective avec l'environnement, notamment social et culturel, par laquelle nous appréhendons les liens qui nous sont utiles, notamment ceux entre nos actes et leurs conséquences, tant collectives qu'individuelles. Cette activité cognitive apprise, mise au jour par Bruner, est attestée, depuis quelque temps déjà, par la neurobiologie moderne, sans toutefois s'y réduire tant l'action et ses effets éprouvés y sont essentiels. Le sens de la communication sociale, selon Bruner, ne se réduit pas au message linguistique énoncé mais se construit dans la reconnaissance du contexte (de la situation) et de ce qu'on en fait, notamment dans l'interprétation accordée aux intentions et actes des interlocuteurs vis-à-vis de l'objet, plus ou moins partagé, qui sous-tend leur interaction. En plaçant les ressources adaptatives des individus (sociaux) aux racines de la pensée, J. S. Bruner a été conduit, au fil du temps, à adopter une position critique sur la métaphore entre la pensée et l'ordinateur telle qu'elle est apparue dans le courant « cognitiviste » avec les théories du traitement de l'information et de l'intelligence artificielle. Pour lui, l'analogie s'avère trop simpliste eu égard à la subtilité informative en jeu dans l'adaptation humaine. 
Une enquête de la Review of General Psychology de 2002, concernant les 100 psychologues les plus cités du XXe siècle, le classe à la 28e place.

## Distinctions
1986 :  Prix Balzan pour la psychologie humaine « pour avoir abordé, dans ses recherches, tous les grands problèmes de la psychologie humaine, et conféré à chacun un apport original, important non seulement d’un point de vue théorique mais aussi pratique pour le développement des facultés psychiques de l’homme » (motivation du Comité Général des Prix Balzan).
- Membre de l'Académie américaine des arts et des sciences

## Publications
- (en) A Study of Thinking (1956)
- (en) The Process of Education, Harvard University Press, 1960
- (en) Toward a Theory of Instruction, Harvard University Press, 1966.
- Le Développement de l'enfant, Savoir faire, savoir dire (1966), PUF, Paris, 1981.
- Comment les enfants apprennent à parler, Col. Actualités pédagogiques, Retz, Paris, 1987. Édition américaine originale : Child's Talk: Learning to Use Language, W. W. Norton & Company Inc., New-York, 1983.
- (en) Acts of Meaning, Harvard University Press, 1990.
- Car la culture donne forme à l’esprit, De la révolution cognitive à la psychologie culturelle, Eshel, Paris, 1990.
- L'Éducation, entrée dans la culture (Les Problèmes de l'école à la lumière de la psychologie culturelle), Col. Psychologie, Retz, Paris, 1997. Édition américaine originale : The Culture of Education, Harvard University Press, 1996.
- Cultures et Modes de pensée, L'Esprit humain dans ses œuvres, Paris, Retz, 2000. Édition américaine originale : Actual Minds, Possible Words, Harvard University Press, 1986.
- Pourquoi nous racontons-nous des histoires ?, Col. Forum Éducation Culture, Retz, Paris, 2002. Édition américaine originale : Making Stories: Law, Literature, Life, Farrar Straus & Giroux, New York, 2002.
- (en) Jerome Bruner et C. C. Goodman, « Value and need as organizing factors in perception », Journal of Abnormal Social Psychology, vol. 42,‎ 1947, p. 33-44 (lire en ligne)
- (en) Jerome Bruner et Leo Postman, « Tension and tension-release as organizing factors in perception », Journal of Personality, vol. 15,‎ 1947, p. 300-308
- (en) Jerome Bruner et Leo Postman, « On the perception of incongruity: A paradigm », Journal of Personality, vol. 18,‎ 1949, p. 206-223 (lire en ligne)